# Hørbehandling i Danmark i fortid og nutid
Hørbehandling i Danmark i fortid og nutid er en dansk dokumentarfilm fra 1949.

## Handling
Den gamle ædle kulturplante følges gennem alle stadier af forarbejdning fra frø til lærred.